# Google Keep
Google Keep是一款由Google公司于2013年3月20日发布的互联网笔记服务，有针对Android操作系统的移动应用程序和面向桌面端的网络应用（基于Google雲端硬碟）。

## 产品细节

### 网络应用（桌面端）
Google Keep與其它主要Google产品那样有一个google.com之下的子域名，但它更像Google雲端硬碟的一个附属部分。与其它笔记产品相比较，Google Keep只有一些基本的功能：改变笔记簿颜色、设置笔记备忘（通过此方式设置的备忘内容可以通过包括Google Now在内的多个Google官方应用来查看使用）、插入图像与增加新列表。它同时也有一些特色功能，比如“地理栅栏”（Geofencing）。用户同样可以在Google Keep的主页选择列表浏览或网格浏览。
如同在Google雲端硬碟上编辑文档一样，Google Keep的网络应用没有保存按钮。只要用户敲击键盘输入，一切内容都会被自动保存。

### Android应用（移动端）
Google Keep的移动应用只能被安装在搭载Android 5.0（棒棒糖）及以上版本的设备上，在Google Play商店中的评分为4.4。笔记可以通过移动应用或网站创建，并通过用户的Google帐户同步。用户可以在任何有网络的地方访问已保存的笔记，或离线更新笔记。Google Keep兼容Wear OS。一旦一台Wear OS可穿戴设备和另一台Android设备配对，将自动显示最新的10个项目。
用户可以通过语音创建新笔记，在列表上打勾和查看提醒，手写笔记，并且邀请朋友共享笔记。另外移动端Google Keep还支持直接把「图文」笔记汇出到Google docs继续编辑，用户可以利用零碎时间撰写草稿，事后再统一整理。

### Chrome OS 集成应用
针对Chrome浏览器与Chrome OS的Google Keep应用是Google最早提供的集成应用之一。该应用在剛推出時可以在离线状态下新建、编辑并删除笔记，同时也有着诸如添加图像之类的额外功能。Chrome中的Google Keep应用除了兼容Windows与Mac之外，也同样可以在Linux上运行，尽管Linux并没有Google Drive的原生应用。不過自2021年2月起，Google Keep將退出Chrome Apps，這意味著Chrome和Chrome OS無法使用離線版Google Keep，不過在線版依舊可以使用。